# 小行星9617
小行星9617（9617 Grahamchapman）是一颗绕太阳运转的小行星，为主小行星带小行星。该小行星于1993年3月17日发现。

## 轨道参数
小行星9617的轨道半长轴为2.2252481 UA，离心率为0.113。